# Umkehrisolierung
Die Umkehrisolierung – auch protektive Isolierung oder Schutzisolation genannt – schützt einen abwehrgeschwächten und infektgefährdeten Patienten vor möglichen Infektionserregern. Dazu wird er in einem Einzelzimmer untergebracht. Mit bestimmten Maßnahmen werden die für ihn schädlichen Keime weitgehend aus seiner Umgebung ferngehalten und seine körpereigenen Keime reduziert.
Zu Grunde liegt die Tatsache, dass jeder Mensch eine Vielzahl von Bakterien und Viren mit sich trägt, der Umkehrisolierte aber derart abwehrgeschwächt ist, dass sein Immunsystem nicht in der Lage ist, eine „normale“ Zahl von Keimen abzuwehren. Er ist hochgradig gefährdet, sich zu infizieren und dadurch noch kränker zu werden. Kommt er hingegen mit weniger Krankheitserregern in Berührung, sinkt die Ansteckungsgefahr erheblich.

## Indikation
Eine erhebliche Störung des Immunsystems kann z. B. bei bestimmten Erkrankungen bzw. ihrer Behandlung und bei großflächigen Verbrennungen auftreten und eine zeitweilige Umkehrisolierung erfordern. Dazu gehört beispielsweise Immunsuppression durch
- AIDS
- Chemotherapie bzw. Zytostatika
- Leukämie
- Leukopenie
- Neutropenie
- Transplantation

## Unterbringung
Die Isolierung erfolgt primär auf speziellen Isolierstationen in Krankenhäusern. Die Zimmer verfügen über eine eigene Nasszelle und sind an ein spezielles Lüftungssystem angeschlossen. Sie haben jeweils einen Vorraum, eine sogenannte Schleuse. Dort befindet sich unter anderem die Schutzkleidung für Besucher und Personal: langärmelige (Einmal-)Kittel, Mund-Nasen-Schutz, Schutzhauben und -Handschuhe sowie Einmal-Überschuhe. Jeder, der in direkten Kontakt mit dem Umkehrisolierten tritt, muss sich zuvor entsprechend einkleiden und bestimmte hygienische Maßnahmen vornehmen. Besucher dürfen die Patiententoilette nicht benutzen.

## Einschränkungen
Der Patient verlässt sein Zimmer möglichst nicht. Sollte es nötig sein – z. B. um zu Untersuchungsräumen zu gelangen – trägt der Patient selbst Schutzkleidung und Mund-Nasen-Schutz. Zu Besuch werden nur die nächsten An- bzw. Zugehörigen zugelassen. Personal und Besucher müssen gesund sein und die erforderlichen Schutzmaßnahmen einhalten. Im Zimmer sollten sich nur leicht zu desinfizierende Gegenstände befinden. Schnittblumen oder Topfpflanzen sind in der Regel nicht erlaubt. Auf bestimmte Lebensmittel wie frische Salate, nicht schälbares Obst, Milchprodukte und Edelschimmelkäse muss der Patient verzichten. Angebrochene Getränkepackungen werden nach spätestens 24 Stunden entsorgt.

## Persönliche Hygiene
Um die körpereigenen Keime zu reduzieren, die sich aufgrund der Immunschwäche übermäßig vermehren und damit eine opportunistische Infektion auslösen können, muss der Patient regelmäßig Körperpflegemaßnahmen durchführen sowie sich nach dem Gang zur Toilette die Hände desinfizieren bzw. zur Intimpflege Schutzhandschuhe tragen. Zur Zahnreinigung wird jeweils eine Einmalzahnbürste verwendet und der Mund mehrmals täglich mit desinfizierender Lösung gespült. Handtücher, Bett- und Unterwäsche werden mindestens einmal täglich gewechselt.